# 万安桥 (宁波市横街镇)
万安桥位于中华人民共和国浙江省宁波市海曙区横街镇林村，宋代桥梁，经历代重修，现存桥梁为清代重建，为双孔石拱廊桥，南北向横跨于浣花溪中上游，长17.79米，桥面长9.4米，宽4.6米，桥上建有廊屋三间，桥墩用长方形块石叠砌而成，为宁波仅存的一座双孔石拱亭桥，2010年9月公布为鄞州区文物保护单位，2018年12月28日因行政区划调整公布为海曙区文物保护单位。